# Earl Fernandes
Earl Kenneth Mario Fernandes (ur. 21 września 1972 w Toledo) – amerykański duchowny katolicki, biskup diecezjalny Columbus od 2022.

## Życiorys

### Prezbiterat
Święcenia kapłańskie otrzymał 18 maja 2002 i został inkardynowany do archidiecezji Cincinnati. Pracował głównie jako duszpasterz parafialny, a w latach 2008-2016 był też wykładowcą w archidiecezjalnym seminarium. W latach 2016–2019 był współpracownikiem nuncjatury w Waszyngtonie.

### Episkopat
2 kwietnia 2022 papież Franciszek mianował go biskupem diecezjalnym Columbus. Sakry udzielił mu 31 maja 2022 metropolita Cincinnati – arcybiskup Dennis Schnurr.